# Evangelho da Perfeição
O Evangelho da Perfeição é um texto atualmente perdido dentre os Apócrifos do Novo Testamento. Ele é mencionado na obra anti-herética Panarion de Epifânio de Salamina (cap. 26), um dos Pais da Igreja. Acredita-se que tenha sido um texto gnóstico e que ele pode, na realidade, ser o mesmo que o Evangelho de Eva, embora Epifânio de Salamina implique que sejam obras distintas. Outros autores defendiam também que era o Evangelho de Filipe.
No Gnosticismo e em outras religiões de mistério, o termo "perfeito" tem um significado especial, de que a pessoa teria já atingido a iluminação ou seria detentora do conhecimento secreto necessário para a salvação.